# Claggain Bay
Die Claggain Bay ist eine Bucht an der Ostküste der schottischen Hebrideninsel Islay. Sie befindet sich etwa sechs Kilometer südlich von McArthur’s Head und 15 km südöstlich der Inselhauptstadt Bowmore. Die etwa 1,2 km weite Bucht schneidet 250 m tief ins Land ein. Im Süden wird sie durch das Kap Trudernish Point begrenzt. Südlich von Trudernish Point schließt sich die Nachbarbucht Aros Bay an. Etwa mittig mündet ein kleiner Bach namens Claggain River ein, der an der Südflanke des Beinn Bheigeir entspringt. Obschon Claggain Bay in einem dünnbesiedelten Teil der Insel liegt, ist sie über eine Straße zu erreichen. Die einspurige Straße führt von Port Ellen über Lagavulin, Ardbeg und Trudernish bis zum wenige hundert Meter nördlich gelegenen Ardtalla.
1878 wurde ein Stehender Stein an den Ufern der Bucht beschrieben. Dieser soll etwa 1,2 m hoch mit einer Grundfläche von 46 × 30 m gewesen sein. Im Rahmen einer Exkursion im Jahre 1959 konnte er jedoch nicht aufgefunden werden. 70 m südlich der Straßenbrücke über den Claggain River befinden sich die Überreste eines Hauses, das als militärisch eingeordnet wird. Über Herkunft und Zweck des Gebäudes ist nichts bekannt. In der Nacht des 3. Oktobers 1906 lief der 12-Tonner Unity auf seiner Fahrt von Belfast nach Islay in Claggain Bay auf Grund.